# Modelo da gota líquida
Na física nuclear o modelo da gota líquida é um modelo que permite determinar a massa dos núcleos atômicos. Ele se apoia em duas propriedades que quase todos os núcleos apresentam: a energia de ligação é aproximadamente proporcional à massa e a densidade dos núcleos é aproximadamente a mesma.

## Fórmula empírica
Esta é chamada de equação semi-empírica da energia de ligação. As constantes e a origem dos termos é como se segue: 
{\displaystyle E_{b}=C_{1}A-C_{2}.A^{2/3}-C3.{\frac {Z(Z-1)}{A^{1/3}}}-C_{4}{\frac {(N-Z)^{2}}{A}}}
- 1. {\displaystyle \scriptstyle C_{1}=15,7MeV}. A constante de densidade do núcleo implica que a distância entre núcleons e o número de vizinhos mais próximos (isto é, dentro de 3 fm) é também constante.[2]

Portanto a energia de ligação de cada núcleon também deverá ser constante. Por consequência, a energia de ligação total
deverá ser proporcional ao número de núcleons. Este é chamado de efeito de volume. 
- 2. {\displaystyle \scriptstyle C_{2}=17,8MeV}. O 1º termo é super consideração (superestimar) porque ignora o fato de que os núcleons próximos à superfície do núcleo têm poucos vizinhos comparado aos núcleons no interior.

Temos que subtrair o termo proporcional à área da superfície, 4π.R2. 
Usando R=Ro.A1/3 , a área da superfície se torna {\displaystyle \scriptstyle 4\pi .R_{o}^{2}.A^{2/3}}
a qual é proporcional à A2/3. Este é o chamado efeito de superfície.
- 3. {\displaystyle \scriptstyle C_{3}=0,71MeV}.

A força repulsiva entre prótons reduz a energia de ligação. Existem
{\displaystyle {\frac {Z.(Z-1)}{2}}}
pares de prótons, cada um com um potencial de Coulomb de {\displaystyle \scriptstyle {\frac {k_{e}e^{2}}{R}}}, onde 
{\displaystyle R=R_{o}.A^{1/3}}.
Portanto, subtraímos o termo proporcional a 
{\displaystyle {\frac {Z.(Z-1)}{A^{1/3}}}} ,
Este é o efeito de Coulomb. 
- 4. {\displaystyle \scriptstyle C_{3}=0,71MeV}. Nós encontramos num modelo simples de

caixa unidimensional que a partida de N = Z aumenta a  energia do núcleo e assim diminui a energia de ligação, portanto nós subtraímos o termo proporcional a (N=Z)²

## Energia de ligação nuclear

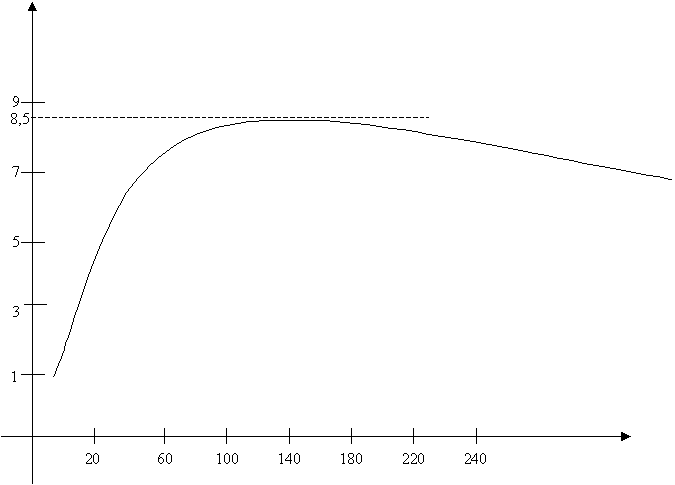
Energia de ligação

Em um núcleo com um número Z de prótons e N de nêutrons a relação de sua massa nuclear não é a simples soma das massas de prótons e nêutrons.
Utilizando a teoria da relatividade temos a noção de que a massa tenda a aumentar quando a energia aumenta, tendo assim uma relação direta proporcionalmente. Assim os núcleons dentro do núcleo terão uma massa menor no núcleo do que fora dele. A relação de diferenças de massas se dá por:
{\displaystyle \Delta M=Zm_{p}+Nm_{n}-M(Z,A)}
sendo que mp e mn são as massas do próton e nêutron e M(Z,A) representa a massa de um núcleo atômico Z e seu número de massa A. Assim temos a energia de ligação nuclear:
{\displaystyle B=\Delta Mc^{2}}
Usando o sistema de unidades naturais, onde {\displaystyle \scriptstyle \hbar } = c = 1, temos 
{\displaystyle \scriptstyle B=\Delta M}, sendo assim temos
{\displaystyle B=Zm_{p}+Nm_{n}-M(Z,A)}
A energia em ocasião é a que se cede ao núcleo para que o mesmo se fragmente, assim cada núcleo ficará isolado dos demais.

## Energia de separação
A definição de energia de separação se dá àquela energia considerada mínima na separação do último núcleon (o menos ligado ao núcleo). Assim podemos supor que prótons são mais ligados ao núcleo devido à barreira de Coulomb,
{\displaystyle S_{n}=M(Z,N-1)+m_{n}-M(Z,N)}
na energia de ligação temos,
{\displaystyle S_{n}=B(Z,N)-B(Z,N-1)}

## Termo de emparelhamento
A energia de uma ligação nuclear é afetada em um emparelhamento de núcleons de mesmo tipo, podendo diminuir, aumentar ou permanecer estável.
As regras de emparelhamento temos a seguir,
{\displaystyle {\begin{cases}34A^{-3/4}\quad &MeV\quad {\text{ímpar-ímpar}}\\0\quad &MeV\quad {\text{ímpar-par ou par-ímpar}}\\-34A^{-3/4}\quad &MeV\quad {\text{par-par}}\end{cases}}}
A energia de separação assim representamos, como:
{\displaystyle B(Z,A)=a_{v}A-a_{s}A^{2}/3-a_{c}{\frac {Z(Z-1)}{A^{1/3}}}-a_{\text{sim}}{\frac {(N-Z)^{2}}{A}}-\delta }
Temos a tradução dos coeficientes nucleares como:{\displaystyle \scriptstyle a_{v}=15.68,\;a_{s}=18.56,\;a_{c}=0.717\;e\;a_{\text{sim}}=28.1}
podemos então escrever a massa nuclear como,
{\displaystyle M(Z,A)=Zm_{p}+Nm_{n}-B(Z,A)}

## Termo de simetria
Este termo garante que não haverá uma partícula (próton ou nêutron) preferencial e o núcleo tenderá a ter números próximos de uma e de outra.
{\displaystyle a_{\text{sim}}{\frac {(N-Z)}{2}}^{2}}